# Adolf von Baeyer
Johann Friedrich Wilhelm Adolf von Baeyer (n. 31 octombrie 1835, Berlin, Regatul Prusiei – d. 20 august 1917, Starnberg, Regatul Bavariei, Germania) a fost un chimist evreu-german, profesor universitar la München, laureat al Premiului Nobel pentru chimie în anul 1905. A realizat sinteza indigoului, a descoperit condensarea anhidridei ftalice cu fenolii, a dezvoltat teoria tensiunii ciclurilor.

## Viața
Johann Friedrich Wilhelm Adolf este fiul generalului-locotenent Johann Jakob Baeyer care, ca o condiție pentru a fi avansat în grad a fost obligat să se creștineze și s-a botezat la luteranism. El a pus bazele sistemului european de măsurare geodezică. Adolf face primele experimente chimice la 9 ani, descoperă la numai 12 ani o nouă sare dublă de cupru, iar la 13 ani efectuează primele teste asupra indigoului. Mai târziu, după doi ani de matematică și fizică la Universitatea din Berlin, trece la chimia, pe care o aprofundează începând din 1856 la Heidelberg, sub îndrumarea lui Robert Bunsen, apoi se îndreaptă spre laboratorul lui August Kekulé, chimist german cunoscut pentru studiile asupra componentelor chimice organice.
În anul 1860, obține postul de lector la catedra de chimie organică la Academia de Comerț din Berlin, unde are un laborator spațios și devine profesor universitar. În 1871 este numit profesor la Universitatea din Strasbourg, fiind chemat, doi ani mai târziu, să ocupe postul de profesor de chimie lăsat de Justus von Liebig la Universitatea din München. Aici va pune bazele unui laborator de chimie unde își va desfășura în continuare cercetările.

## Legături externe
- en  Biografie Nobel
- Adolf von Baeyer: Premiul Nobel pentru Chimie 1905[nefuncțională]
, 27 decembrie 2007, Jurnalul Național